# جو كاسترو
جو كاسترو (بالإنجليزية: Joe Castro)‏ هو عازف جاز وعازف بيانو أمريكي، ولد في 15 أغسطس 1927 في ميامي في الولايات المتحدة، وتوفي في 13 ديسمبر 2009.

## وصلات خارجية
- جو كاسترو على موقع ميوزك برينز (الإنجليزية)
- جو كاسترو على موقع أول ميوزيك (الإنجليزية)
- جو كاسترو على موقع ديسكوغز (الإنجليزية)